# Влахински превал
Вла̀хинският прева̀л е седловина в Северен Пирин. Намира се между главното било между Хвойнати връх от север и Муратов връх от югозапад.
Влахинският превал е рапзоложен на надморска височина от около 2500 метра. Геоложката му основа е от гранити. Превалът е най-удобното място за достигане до Бъндеришкия циркус от Влахинския циркус. Хижа „Вихрен“ е най-близкият изходен пункт за седловината.